# Hawala
Hawala hoặc hewala (tiếng Ả Rập: حِوالة ḥawāla, có nghĩa là chuyển nhượng hoặc đôi khi tin tưởng), còn được gọi là havaleh trong tiếng Ba Tư, hundi (हुण्डी huṇḍī) bằng tiếng Hindi và xawala hoặc xawilaad  ở Somali, là một hệ thống chuyển giá trị không chính thức nhưng phổ biến, không dựa vào sự chuyển động của tiền mặt hay vào chuyển khoản điện tín hoặc qua mạng máy tính giữa các ngân hàng, mà thay vào đó là sự thực hiện và danh dự của một mạng lưới các nhà môi giới tiền khổng lồ (được gọi là các hawaladar). Mặc dù các hawaladar trải rộng khắp thế giới, nhưng họ chủ yếu tập trung ở Trung Đông, Bắc Phi, Sừng châu Phi và tiểu lục địa Ấn Độ, hoạt động bên ngoài hoặc song song với các kênh ngân hàng, tài chính truyền thống và các hệ thống chuyển khoản. Hawala tuân theo truyền thống Hồi giáo nhưng việc sử dụng nó không chỉ giới hạn ở người theo đạo Hồi.

## Cách thức hoạt động của hawala

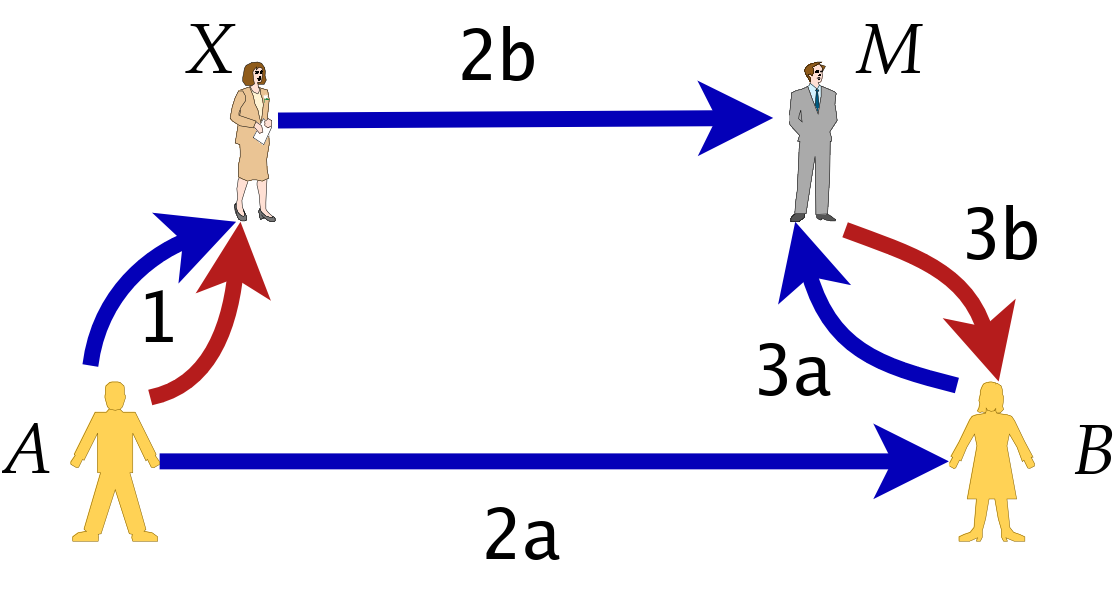
Giao dịch ví dụ Hawala; xem văn bản để giải thích

#### Hundi

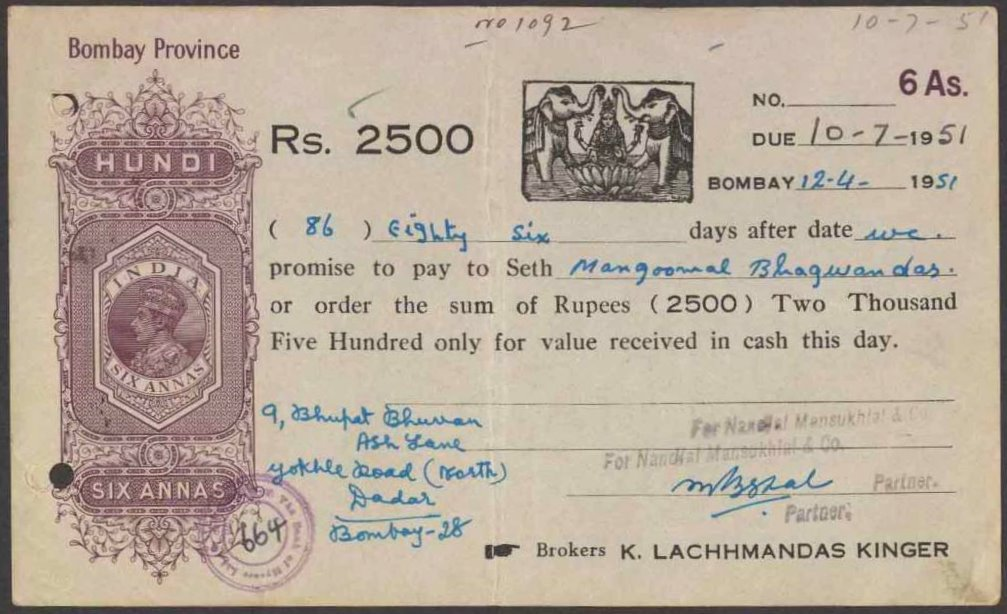
Một hundi năm 1951 của tỉnh Bombay với giá 2500 rupee với tem doanh thu được in sẵn.